# La Terre au carré
Ne doit pas être confondu avec La Tête au carré.

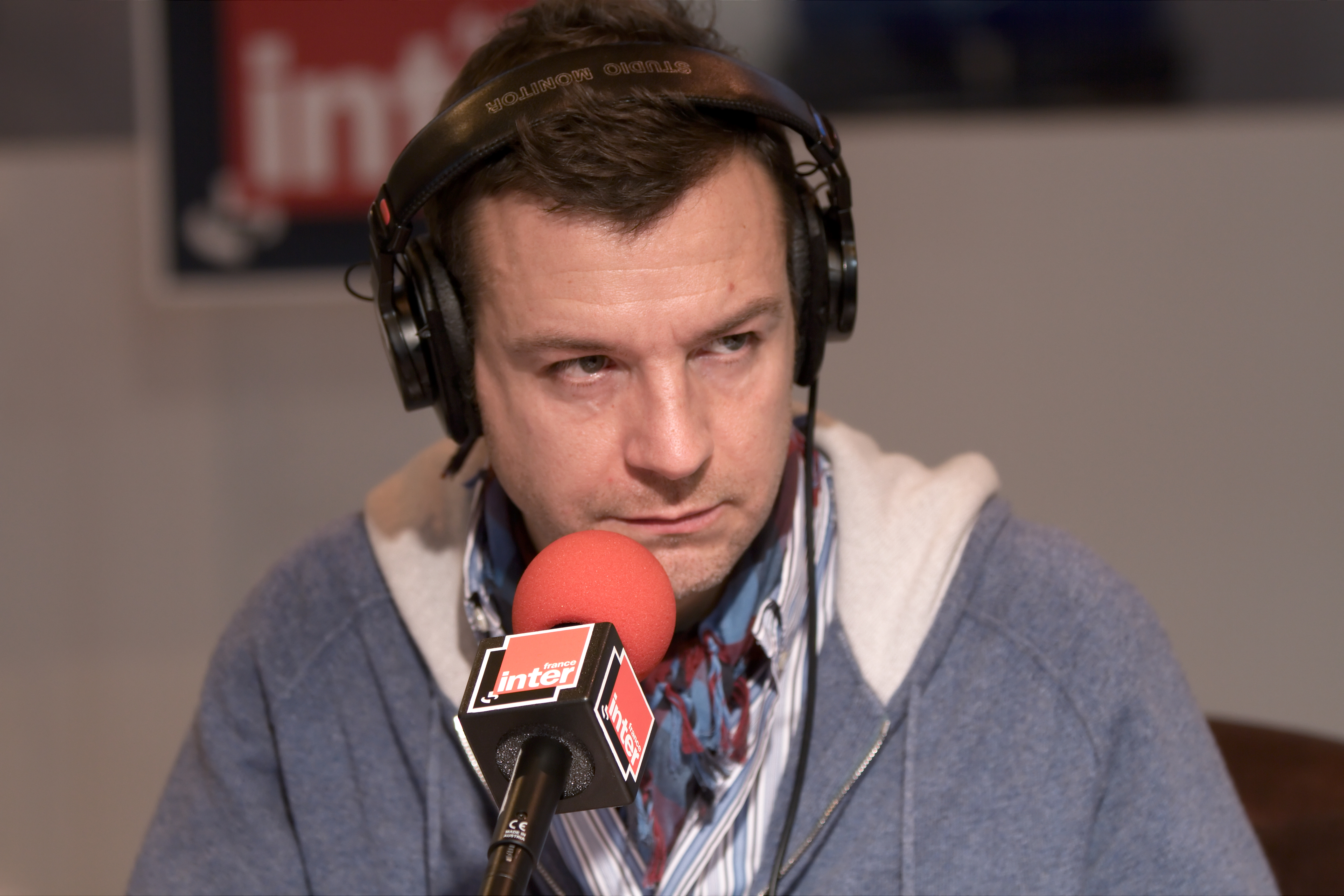
Mathieu Vidard, présentateur de l'émission.

La Terre au carré est une émission de France Inter présentée par Mathieu Vidard, diffusée du lundi au vendredi entre 13 h 30 et 14 h 30 à partir du lundi 26 août 2019, puis entre 14 h et 15 h à partir de septembre 2020.
Elle prend la suite de La Tête au carré, diffusée entre 2006 et 2019 de 14 h à 15 h sur France Inter et qui a pris fin le 28 juin 2019. Contrairement à sa prédécesseure, abordant les sciences d’un point de vue général, La Terre au carré se focalise sur l'écologie et l'environnement. Après sa première année de diffusion (septembre 2019 - juin 2020), consacrée uniquement à ces thèmes, elle revient à partir de septembre 2020 à des thématiques plus proches de La Tête au carré, alternant des émissions consacrées à l'environnement et d'autres aux sciences en général.
Parmi les journalistes qui composent l'équipe de l'émission, Valérie Ayestaray est réalisatrice et Camille Crosnier, chroniqueuse, qui propose notamment la rubrique Camille passe au vert.
Pendant la pandémie de Covid-19, du 17 mars au 2 juin 2020, l'émission est interrompue temporairement et remplacée par une émission thématique éphémère appelée Le Virus au carré, également présentée par Mathieu Vidard.
En mai 2024 la direction de France Inter prévoit d'arrêter l'émission, une nouvelle largement relayée dans la presse, ce qui entraînera une large mobilisation des auditeurs. Après des négociations, l'émission sera reconduite pour la saison suivante, en supprimant les reportages de Giv Anquetil et Anaëlle Verzaux,,.
À la rentrée 2024, la rubrique « Camille passe au vert » est renommée « La lutte enchantée ». À cette occasion, Cyril Dion la rejoint tous les mercredis. Elle sera supprimée un an plus tard, en vue de la rentrée 2025. 

## Équipe
- Producteur et présentateur : Mathieu Vidard (remplacé par Camille Crosnier ou Daniel Fievet en cas d’absence)
- Réalisatrices : Valérie Ayestaray, Jérôme Boulet (réalisateur principal depuis la rentrée 2024)
- Attachées de production : Anna Massardier et Joëlle Levert
- Chargées de programme : Chantal Le Montagner et Lucie Sarfaty

## Accueil de la presse
La structure et les chroniques de l'émission sont saluées au lendemain de la première par Le Parisien, qui évoque « une grande réussite » « rythmée, variée et pédago ».